# 1271 Isergina
1271 Isergina eller 1931 TN är en stor asteroid i huvudbältet, som upptäcktes den 10 oktober 1931 av den ryske astronomen Grigorij N. Neujmin vid Simeiz-observatoriet på Krim. Den är uppkallad efter Pyotr V. Isergin.
Asteroiden har en diameter på ungefär 47 kilometer.